# تپه‌های کانی ابراهیم و گوی پردک
تپه‌های کانی ابراهیم و گوی پردک در شهرستان سقز، بخش مرکزی، روستای وزمله واقع شده و این اثر در تاریخ ۲۷ مرداد ۱۳۸۲ با شمارهٔ ثبت ۹۶۴۱ به‌عنوان یکی از آثار ملی ایران به ثبت رسیده است.